# Social Science Research Network
Social Science Research Network (SSRN) es un repositorio institucional dedicado a la difusión rápida de la investigación científica en las ciencias sociales y las humanidades.
En enero de 2013, SSRN era considerado el principal repositorio de acceso abierto en el mundo por el Ranking Web of Repositories (una iniciativa del Cybermetrics Lab, grupo de investigación perteneciente al Consejo Superior de Investigaciones Científicas).

## Historia
SSRN fue fundado en 1994 por Michael Jensen y Wayne Marr, ambos economistas financieros. En mayo de 2016, la Social Science Electronic Publishing Inc. vendió SSRN a Elsevier.
En julio de 2016 hubo informes de artículos siendo eliminados de SSRN sin previo aviso; según comentarios de la revisión de SSRN, esto se debió a conflictos de derechos de autor. El director ejecutivo de SSRN, Gregg Gordon, caracterizó el problema como un error que afectó a alrededor de 20 trabajos.